# Cá thanh ngọc chấm
Cá thanh ngọc chấm (Danh pháp khoa học: Trichopsis vittata) là một loài cá thuộc họ Cá tai tượng (Osphronemidae) thuộc chi Trichopsis (cá thanh ngọc hay cá bã trầu) phân bố ở vùng Đông Nam châu Á, từ Myanma, Thái Lan tới Việt Nam và bán đảo Mã Lai. Ghi chép về sự có mặt của loài này tại các đảo Sumatra, Borneo và Java ở Indonesia có lẽ là thuộc về loài khác. Loài này cũng phân bố tới nhiều quốc gia khác qua con đường buôn bán cá cảnh. Cá thường được nuôi làm cảnh. Hoặc được dùng để giải trí bằng cách cho cá đực chọi nhau sau khi được cách ly một thời gian dựa vào hành vi của chúng.

## Đặc điểm
Cá có chiều dài khoảng 4–7 cm. Gai vây hậu môn: 6-8. Có 24-28 tia mềm vây hậu môn phân nhánh; 13 hàng vảy nằm ngang; và từ 2 trở lên các sọc sẫm màu nằm dọc theo thân. Vây hậu môn với một ít tia vây mềm giống như sợi chỉ thuôn dài, mở rộng về phía sau gần như tới chỏm vây đuôi; có vết đen phía trên gốc ngực. Cá đực to khi ở trong trạng thái sung mãn thì có màu xanh ngọc. Cá có mõm nhọn và thân dẹt.

## Hành vi
Cá thanh ngọc nuôi thả chung thường khá nhát nên bấn loạn và suốt ngày không ngó ngàn gì nhau. Tuy nhiên khi được nuôi cách ly trong thời gian khoảng 1 tháng trở lên, bản tính bảo vệ lãnh thổ của cá được phát triển, nên khi cho vào chung bể thì chúng có biểu hiện vờn nhau, các động tác nối đuôi lượn xoay vòng quanh nhau rồi phồng mang và quạt đuôi vào nhau. Chúng bắt đầu lao vào cắn nhau và một điều đặc biệt là chúng phát ra tiếng kêu rột rột như loài ếch nhái. Khi chọi nhau, chúng cắn nhau rất mạnh làm nước sánh (văng, bắn) ra ngoài bể, thỉnh thoảng chúng câu (chu) mỏ. Trong cuộc chiến, hai con ngửa bụng lên có khi hàng giờ liền.
Vào mùa sinh sản, cá quẫy nước tạo thành tiếng kêu rất to. Theo các nhà khoa học thì vây ngực của chúng có khả năng phát ra âm thanh khi quẫy nước và đây là phương thức giao tiếp rất quan trọng giữa các cá thể của các loài này. Khi sinh sản, trứng chìm xuống đáy và sau đó được cá bố mẹ thu thập lại và gắn vào tổ bọt.

## Môi trường sống
Là cá sống đáy, sinh sống trong các môi trường nước sâu, ít phèn, nước trong hoặc vùng nước ngọt nông, chảy chậm (cá thường không nhiều và nhỏ con) hoặc nước tù với thảm thực vật thủy sinh dày. Là loài phổ biến trong khu vực hạ lưu sông Salween cũng như trung lưu và hạ lưu sông Mekong, phía dưới thác Khone.ref name="IUCN" />. Cũng tìm thấy chúng trong các khu đồng ruộng ngập nước ở trung lưu Mekong. Thức ăn là động vật phiêu sinh, động vật giáp xác và ấu trùng côn trùng. Trứng chìm xuống đáy và sau đó được cá bố mẹ thu thập lại và gắn vào tổ bọt. Thường không phải cá có giá trị thương mại, đôi khi được mua bán như là một bộ phận của các mẻ đánh bắt hỗn tạp tại các khu chợ. Nói chung hay được thấy trong buôn bán cá cảnh.